# Hemictenius apterus
Hemictenius apterus är en skalbaggsart som beskrevs av Nikolajev 1976. Hemictenius apterus ingår i släktet Hemictenius och familjen Melolonthidae. Inga underarter finns listade i Catalogue of Life.